# Liparetrus dispar
Liparetrus dispar är en skalbaggsart som beskrevs av Blackburn 1888. Liparetrus dispar ingår i släktet Liparetrus och familjen Melolonthidae. Inga underarter finns listade i Catalogue of Life.